# Xiao Jun
Xiao Jun (25 de maig de 1983) és una esportista xinesa que va competir en judo, guanyadora d'una medalla de bronze al Campionat Asiàtic de Judo de 2008 en la categoria de –48 kg.

## Palmarès internacional
| Campionat Asiàtic | Campionat Asiàtic     | Campionat Asiàtic | Campionat Asiàtic |
| Any               | Lloc                  | Medalla           | Categoria         |
| ----------------- | --------------------- | ----------------- | ----------------- |
| 2008              | Jeju ( Corea del Sud) | 3                 | –48 kg            |